# Чадыр-Лунгский район
Чады́р-Лу́нгский райо́н (рум. Raionul Ceadîr-Lunga) — административно-территориальная единица Молдавской ССР и Республики Молдова, существовавшая с 11 ноября 1940 года по 22 июля 1995 года.

## История
Как и большинство районов Молдавской ССР, образован 11 ноября 1940 года, центр — село Чадыр-Лунга. До 16 октября 1949 года находился в составе Кагульского уезда, после упразднения уездного деления перешёл в непосредственное республиканское подчинение.
С 31 января 1952 года по 15 июня 1953 года район входил в состав Кагульского округа, после упразднения окружного деления вновь перешёл в непосредственное республиканское подчинение.
9 января 1956 года в состав Чадыр-Лунгского района передана треть территории упраздняемого Кангазского района.
25 декабря 1962 года в состав Чадыр-Лунгского района передана часть территории упраздняемого Тараклийского района, однако при восстановлении Тараклийского района почти все эти территории были возвращены последнему.
В 1991—1994 годах район номинально являлся частью Республики Молдова, но фактически находился на территории самопровозглашённой Республики Гагаузия.
В 1994 году Республика Гагаузия была возвращена в состав Молдавии на правах широкой автономии, а 22 июля 1995 года, в соответствии с Законом № 563-XIII, официально оформлена в качестве автономного территориального образования Гагаузия. Тогда же территория района с незначительными изменениями (в состав района передано одно село Бессарабского (Кириет-Лунга) и одно село Тараклийского (Копчак) районов, в свою очередь из Чадыр-Лунгского района переданы три села (Валя-Пержей, Кортен и Твардица) в Тараклийский район Молдавии) была передана в состав Гагаузии, где образовала Чадыр-Лунгский округ (долай).

## Населённые пункты
До образования АТО Гагаузия в состав Чадыр-Лунгского района входили:
- 1 город — Чадыр-Лунга (рум. Ceadîr Lunga)
- 9 сёл, не входящих в состав коммун.

| № | Село (коммуна) | Название села в русской транскрипции | Название села в румынской транскрипции | Традиционное название в Российской Империи и СССР |
| - | -------------- | ------------------------------------ | -------------------------------------- | ------------------------------------------------- |
| 1 | Баурчи         | Баурчи                               | Baurci                                 | Баурчи                                            |
| 2 | Бешгёз         | Бешгёз                               | Beșghioz                               | Бешгиоз                                           |
| 3 | Валя Пержей    | Валя Пержей                          | Valea Perjei                           | Валя Пержей                                       |
| 4 | Гайдар         | Гайдар                               | Gaidar                                 | Гайдар                                            |
| 5 | Жолтай         | Жолтай                               | Joltai                                 | Джолтай                                           |
| 6 | Казаклия       | Казаклия                             | Cazaclia                               | Казаклия                                          |
| 7 | Кортен         | Кортен                               | Corten                                 | Кортен                                            |
| 8 | Твардица       | Твардица                             | Tvardiţa                               | Твардица                                          |
| 9 | Томай          | Томай                                | Tomai                                  | Томай                                             |